# Parathaumatelson nasicum
Parathaumatelson nasicum is een vlokreeftensoort uit de familie van de Stenothoidae. De wetenschappelijke naam van de soort is voor het eerst geldig gepubliceerd in 1927 door Stephensen.